# Матю Райли
Матю Джон Райли (на английски: Matthew Reilly) е австралийски писател, автор на романи, главно трилъри. Произведенията му са известни с тяхната скорост и динамичност.

## Биография
Роден е в Сидни, Австралия на 2 юли 1974 г. Завършва колежа „Свети Алойзис“ в Сидни (1984 – 1992) и учи право в Университета на Нов Южен Уелс (1993 – 1997), където е и сътрудник на студентската организация „Поетично правосъдие“.
За своята писателска кариера Райли е вдъхновен още в ранните си години от „Да убиеш присмехулник” и „Повелителят на мухите“, а тласък му дава „Джурасик парк“ на Майкъл Крайтън. За него книгите не трябва да са „суха литература“, а да създават неподозирани възможности. Започва да пише още като студент.
Първата си книга – „Битката“ Райли издава през 1996 г. в тираж от 1000 броя на собствени разноски и чрез банков заем, след като е била отхвърлена от няколко издателства. Оформя изданието с лъскави корици и огромни букви като продукцията на големите фирми и я дава едновременно в книжарниците с целия Сидни с цел да бъде забелязана. Щастието му се усмихва през януари 1997 г., когато Кейт Патерсън – маркетинг редактор визд. „Пан Макмилън Австралия“ влиза в „Angus & Robertson’s Pitt Street Mall“ и я купува. Тя е впечатлена и се свързва с Райли по координатите му в книгата. Сключва договор с него за издаване на книгата и на новия му роман „Експлозивно“, по който той работи. Тези две издания са библиографска рядкост. Преди публикуването на „Битката“ в САЩ през 2000 г., Райли пренаписва част от произведението и премества действието в Нюйоркска обществена библиотека обогатявайки го с нови герои и повече действия.
Публикуван през 1998 г. романът „Експлозивно“ на 23-годишния Райли става моментален хит, последван от многократни препечатки. Той предоставя на читалите нов стил – „екшън-трилър“ с новия му герой – загадъчния лейтенант Шейн Скофийлд с кодово име „Плашилото“. Райли казва: „Експлозивно“ е пряк отговор на холувудските екшъни. Реших, че когато правите филм, са ограничени от бюджета си. Казано просто, струва скъпо, за да се правят големи екшън сцени. Но когато пишете книга, можете да създадете най-смелите и най-големи екшън сцени, които ви харесват и не ви струват нито стотинка. Единственото ограничение е границата на въображението!“.
В следващата си книга „Храмът на инките“ Райли експериментира успешно с двоен сюжет – един в настоящето и един в миналото през 1535 г. Последвалият огромен успех го задължава да не разочарова читателите си и затова известно време прекарва обикаляйки местата и проучвайки елементите за следващите си романи. Той е бил в „Абу Симбел“ в Египет, при язовир „Трите клисури” в Китай, дори предприема мъчителен преход до подножието на връх Еверест.
Оттогава на всеки две години Райли издава нова книга и всяка от тях става световен бестселър.
През 2005 г. Райли е първият автор, участващ в инициатива на австралийското правителство „Живи книги“ (Books Alive), за която пише краткия роман „Адски остров“ (Hell Island), с участието на героя му Шейн Скофийлд. Над 200 хиляди копия от него са раздадени безплатно през август същата година. Райли обича да ходи да представя своите романи дори и в малките градчета, където майките му благодарят, че чрез тях насърчава синовете им да четат, а със синовете им си споделя радостта от екшъните и фантастиката.
През 2007 г. Райли пише сценарии за половин часови серии на тема „Литературни суперзвезди“. Проектът е взет от Сони Пикчърс, но е замразен, когато 2007 – 2008 г. Гилдията на сценаристите на Америка започна стачка, парализирала Холивуд.
Книгите му са преведени на над 20 езика и са продадени в над 4 млн. копия по целия свят, включително Австралия – над 1 млн., САЩ – над 1 млн. Великобритания – над 1 млн., Канада, Германия, Нидерландия, Република Южна Африка, Китай, Япония, Норвегия, и България.
Парамаунт Пикчърс са закупили правата за филмиране на романа „Експлозивно“, Уолт Дисни Пикчърс – правата за детския роман „Състезателни коли“, а „ABC US Network Television“ – правата за серията за Джак Уест-младши за телевизионен сериал с продуцент Марк Гордън („Скорост“, „Анатомията на Грей“).
Райли притежава няколко от най-известните аксесоари използвани в холивудските блокбъстъри, като статуя в естествена големина на замразени в карбонит Хан Соло и шлемът на Джанго Фет от „Междузвездни войни”, златния идол от „Похитителите на изчезналия кивот“ и колата DeLorean DMC-12 от „Завръщане в бъдещето“. Голям фен на тези филми, Райли се надява един ден да режисира филм, адаптиран от един от собствените си романи.
През 2004 г. Райли се жени за съпругата си Натали, с която се запознават още по време на следването. Тя завършва психология и работи като психиатър в болница за тежки умствени заболявания. Следват години на прекрасен семеен живот, в които Нат активно подкрепя съпруга си и „живее“ с него, с героите му, и лабрадора Дидо. Тя обаче не може да понесе напрежението с медиите около работа на съпруга си, започва да страда от анорексия и изпада в депресия. Въпреки лечението и смяната на работата в началото на декември 2011 г. Натали (36 г.) се самоубива, докато той е на обиколка за представяне на новата си книга. Оттогава Райли се мъчи да превъзмогне скръбта си с писане в дома си в Уилоуби, Сидни.

### Самостоятелни романи
- Contest (1996)
Битката, ИК „Бард“, София (2002), прев. Диана Николова
- Temple (1999)
Храмът на инките, ИК „Бард“, София (2001), прев. Крум Бъчваров
- The Great Zoo of China (2014)
Великата китайска зоологическа градина, ИК „Бард“, София (2014), прев. Венцислав Божилов
- The Secret Runners of New York (2019)
Тайните бегачи на Ню Йорк, ИК „Бард“, София (2019), прев. Венцислав Божилов
- Cobalt Blue (2022)
Кобалт синя, ИК „Бард“, София (2023), прев. Венцислав Божилов
- Mr Einstein's Secretary (2023)
Секретарката на господин Айнщайн : епопея, ИК „Бард“, София (2024), прев. Асен Георгиев

### Поредица с Шейн Скофийлд „Плашилото“ (Shane Shotfield - Scarecrow)
1. Ice Station (1998)
Експлозивно, ИК „Бард“, София (2000), прев.
2. Area 7 (2001)
Обект 7, ИК „Бард“, София (2002), прев. Росица Панайотова
3. Scarecrow (2003)
Плашилото, ИК „Бард“, София (2003), прев.
4. Hell Island (2005) –  издадена ексклузивно в Австралия
Адският остров , ИК „Бард“, София (2018), прев. Крум Бъчваров
5. Scarecrow and the Army of Thieves (2011)
Плашилото и армията на крадците, ИК „Бард“, София (2011), прев. Венцислав Божилов

### Поредица с Джак Уест – младши (Jack West Jr)
1. 7 Deadly Wonders (2005)
Седемте смъртоносни чудеса, ИК „Бард“, София (2006), прев.
2. The Six Sacred Stones (2007)
Шестте свещени камъка, ИК „Бард“, София (2008), прев. Иван Златарски
3. The Five Greatest Warriors (2009)
Петимата велики воини, ИК „Бард“, София (2010), прев. Венцислав Божилов
4. The Four Legendary Kingdoms (2016)
Четирите легендарни царства (2017), ИК „Бард“, София (2017), прев. Владимир Германов
5. The Three Secret Cities (2018)
Трите тайни града, ИК „Бард“, София (2018), прев. Венцислав Божилов
6. The Two Lost Mountains (2020)
Двете изгубени планини, ИК „Бард“, София (2021), прев. Стефан Теодосиев
7. The One Impossible Labyrinth (2021)
Един невъзможен лабиринт, ИК „Бард“, София (2021), прев. Венцислав Божилов

- "Jack West Jr and the Hero's Helmet" (2016), разказ, предистория
- "Jack West Jr and the Chinese Splashdown" (2020), разказ преди The Four Legendary Kingdoms

### Поредица „Състезателни коли“ (Hover Car Racer)
1. Hover Car Racer (2004)
Летящ старт, ИК „Бард“, София (2012), прев. Асен Георгиев

Публикувана като три по-малки книги в САЩ:
1. Crash Course (2005)
2. Full Throttle (2006)
3. Photo Finish (2007)

### Поредица „Турнирът“ (Tournament)
1. Roger Ascham and the King's Lost Girl (2013)
2. The Tournament (2013)
Турнирът, ИК „Бард“, София (2014), прев. Венцислав Божилов

- Roger Ascham and The King's Lost Girl" (2013), разказ, предистория на The Tournament
- "Roger Ascham and the Dead Queen's Command" (2020), разказ, секвел на The Tournament

### Поредица „Планината на троловете“ (Troll Mountain Serial Novel)
1. Troll Mountain: Episode I (2014)
Планината на троловете, ИК „Бард“, София (2015), прев. Венцислав Божилов
2. Troll Mountain: Episode II (2014)
3. Troll Mountain: Episode III (2014)

## Екранизации
- Interceptor (2022) – игрален филм по Нетфликс